# Скрайня (Великопольське воєводство)
Скрайня (пол. Skrajnia) — село в Польщі, у гміні Блізанув Каліського повіту Великопольського воєводства.
Населення — 129 осіб (2011).
У 1975-1998 роках село належало до Каліського воєводства.

## Демографія
Демографічна структура станом на 31 березня 2011 року:
|          | Загалом | Допрацездатний вік | Працездатний вік | Постпрацездатний вік |
| -------- | ------- | ------------------ | ---------------- | -------------------- |
| Чоловіки | 63      | 12                 | 46               | 5                    |
| Жінки    | 66      | 14                 | 41               | 11                   |
| Разом    | 129     | 26                 | 87               | 16                   |